# فرانسیس (فیلم)
فرانسیس (انگلیسی: Frances) فیلمی در ژانر زندگی‌نامه‌ای است که در سال ۱۹۸۲ منتشر شد. در این فیلم جسیکا لنگ در نقش فرانسیس فارمر ظاهر شده‌است.

## بازیگران
- جسیکا لنگ
- کیم استنلی
- سام شپارد
- جفری دی‌مان
- آنجلیکا هیوستون
- آن هانی
- بونی بارتلت
- جک رایلی
- جان رندولف
- جاناتان بانکز
- کئون یونگ
- کوین کاستنر
- لین اسمیت
- ام.سی.گاینی